# Ottensoos
Ottensoos è un comune tedesco di 2 043 abitanti, situato nel land della Baviera.